# Perigonia thayeri
Perigonia thayeri là một loài bướm đêm thuộc họ Sphingidae. Loài này có ở Saint Vincent.
Chiều dài cánh trước là khoảng 32 mm. Nó giống với Perigonia pallida.